# Atlántico Fútbol Club
Pour les articles homonymes, voir Atlantico (homonymie).
L'Atlántico Fútbol Club est un club de football dominicain basé à Puerto Plata, qui évolue en première division dominicaine.

## Histoire
Rubén García décide en 2014 de créer un club à Puerto Plata, une des principales villes de la côté nord sans tradition sportive. Un an plus tard, l'Atlántico FC dispute son premier match le 8 mars 2015 pour la saison inaugurale de Liga Dominicana de Fútbol, le premier championnat dominicain de football professionnel. Il finit deuxième pour sa première saison.
Pour sa troisième saison, l'Atlántico remporte le titre nationale en 2017 et est qualifié pour le CFU Club Championship 2018.

## Palmarès
- Liga Dominicana de Fútbol : 2017

## Joueurs
- Cristian Cásseres (2015-2016)
- Kerbi Rodríguez (2016)